# 青森県道258号三戸南部線
青森県道258号三戸南部線（あおもりけんどう258ごう さんのへなんぶせん）は、青森県三戸郡三戸町から南部町に至る一般県道である。

## 概要
三戸郡三戸町の国道4号・国道104号交差点から北東方向へ分岐し、青い森鉄道三戸駅前を通過して、ほぼ青い森鉄道に並行して北へ進み、南部町沖田面の国道4号（国道104号重複区間）交点に至る。

### 路線データ
- 起点 : 三戸郡三戸町[1]（国道4号・国道104号交点）
- 終点 : 三戸郡南部町[1]（国道4号交点）

## 歴史
- 1976年（昭和51年）2月24日 - 青森県が県道に認定する[1]。

## 路線状況

### 重複区間
- 青森県道45号十和田三戸線 : 三戸町六日町交点 - 三戸町元木平交差点

### 道路施設
- 住谷橋（町境にある橋）

## 地理

### 交差する道路
- 国道4号・国道104号（三戸郡三戸町川守田、起点）
- 青森県道134号櫛引上名久井三戸線（三戸郡三戸町二日町）
- 青森県道45号十和田三戸線（三戸郡三戸町川守田）
- 青森県道45号十和田三戸線（三戸郡三戸町川守田）
- 青森県道152号三戸停車場線（三戸郡南部町大向）
- 青森県道143号南部田子線（三戸郡南部町大向）
- 国道4号（国道104号重複）（三戸郡南部町大向、終点）

### 沿線の施設など
- 南部バス 三戸営業所
- 三戸警察署
- ユニバース 三戸店
- 三戸郵便局
- 青森みちのく銀行 三戸支店
- 三戸町役場
- 青森みちのく銀行 南部中央支店・三戸南部支店・二戸支店
- 青森県信用組合
- 東奥日報 三戸支局
- 青い森鉄道青い森鉄道線 三戸駅
- 三戸駅前郵便局
- 南部町立向小学校